# Jakob Krčín von Jelčany

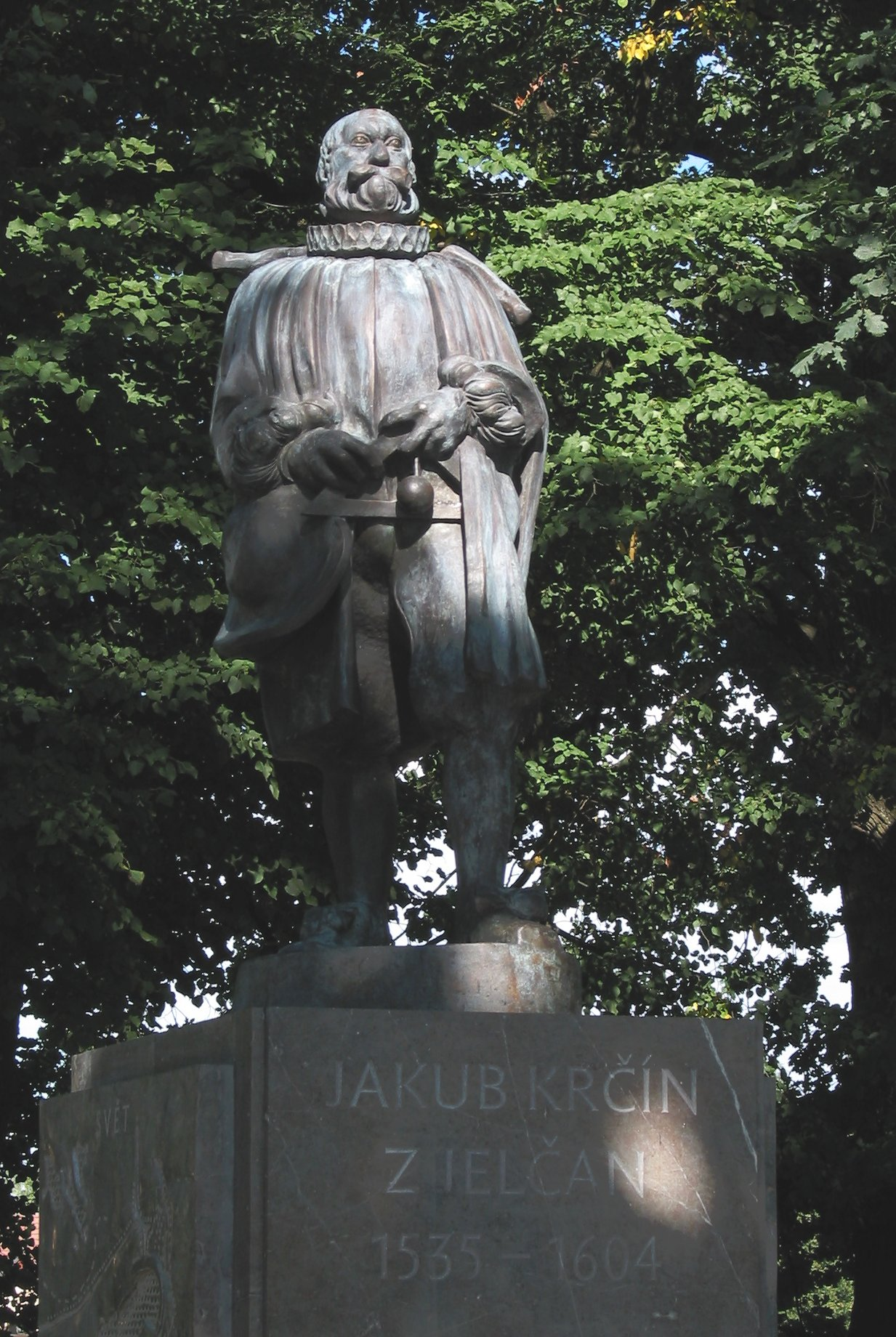
Jakob-Krčín-Denkmal in Třeboň

Jakob Krčín von Jelčany (deutsch: Jakob Krtschin von Geltschan; auch Jakob Krčín von Jelčany und Sedlčany; tschechisch: Jakub Krčín z Jelčan a Sedlčan; * 1535 in Jelčany (Mittelböhmen); † 1604 in Sedlčany) war ein Deichbauer und Wirtschaftsverwalter der böhmischen Herren von Rosenberg.

## Leben
Jakob Krčín entstammte einer verarmten Vladikenfamilie. Nach einem nicht abgeschlossenen Studium an der Prager Karlsuniversität trat er in die Dienste des Wilhelm Trčka von Lípa, auf dessen Empfehlung er später zum Verwalter des Klosters Borovany aufstieg. Von dort wurde er 1561 von den beiden letzten Rosenbergern Wilhelm und Peter Wok übernommen. Sie sandten Jakob Krčín zunächst nach Prag, wo er sich an einem Wettbewerb um den Bau eines Aquädukts auf der Prager Burg beteiligen sollte. Nachdem er den Wettbewerb gewonnen hatte und die Wasserleitung, die bis heute bestehen soll, errichtet hatte, kehrte er nach Krumau zurück.
Als Unterhauptmann und ab 1569 als Hauptmann der Herrschaft Krumau erwarb er sich große Verdienste um deren wirtschaftliche Entwicklung. 1564 errichtete er einen Brauereihof in Plavnice und 1568 die Schlossbrauerei sowie eine Mühle in Schwarzbach. Unter seiner Leitung wurden zahlreiche Teiche und Kanäle im Wittingauer Becken und in anderen Ortschaften errichtet, u. a.
- 1571–1573 vollendete er in der Nachfolge des rosenbergischen Oberfischmeisters Štěpánek Netolický das Kanalsystem um Wittingau und legte dort
- den Teich Svět an, für den zwei Vorstädte aufgelassen werden mussten.
- 1584–1590 legte er den Rosenberg-Weiher an und
- 1585–1587 den Kanal Nová řeka;
- ebenso entstand der nach ihm benannte Krčín-Kanal in Netolice unter seiner Leitung.

1569 erhielt Jakob Krčín von Wilhelm von Rosenberg den ehemaligen Klosterhof Rohn (Leptáč) mit zwei Dörfern. Da diese Besitzungen bis zu den Hussitenkriegen im Besitz des Klosters Goldenkron waren und Krčín eine Restitution befürchtete, ließ er dort ein großes Wildgehege errichten, dem 42 Gehöfte sowie die Dörfer Horní und Dolní Třebánky zum Opfer fielen. Dieses Gelände tauschte er 1580 mit Wilhelm von Rosenberg, der auf dem ehemaligen Klosterhof das Schloss Kratochvíle errichtete und Jakob Krčín dafür die Ortschaften Sedlčany und Křepenice überließ.
In Křepenice ließ Jakob Krčín die Renaissance-Burg „Nový hrádek“ errichten, auf der er seine letzten Lebensjahre verbrachte. Seit 1566 war er mit der um dreißig Jahre älteren Witwe Dorota Slepičkova verheiratet, durch die er an ein Haus in Krumau gelangte. Nach deren Tod 1587 heiratete er ein Jahr später Kateřina Zelendarová aus Prošovice, mit der er sechs Töchter hatte. Kateřina war eine Tochter des Johann Zelendar von Prošovice, der unter Adam II. von Neuhaus Burghauptmann von Neuhaus war.
Zum 400. Todestag von Jakob Krčín wurde im Jahr 2004 eine 200-Kronen-Gedenkmünze geprägt.